# Chuluut
Le sum de Chuluut (mongol : ᠴᠢᠯᠠᠭᠤᠲᠤ
ᠰᠤᠮᠤ, cyrillique : Чулуут сум, MNS : Chuluut sum) est situé dans l'aïmag (ligue ou province) d'Arkhangai, au Centre ouest de la Mongolie.